# Ernst Achenbach

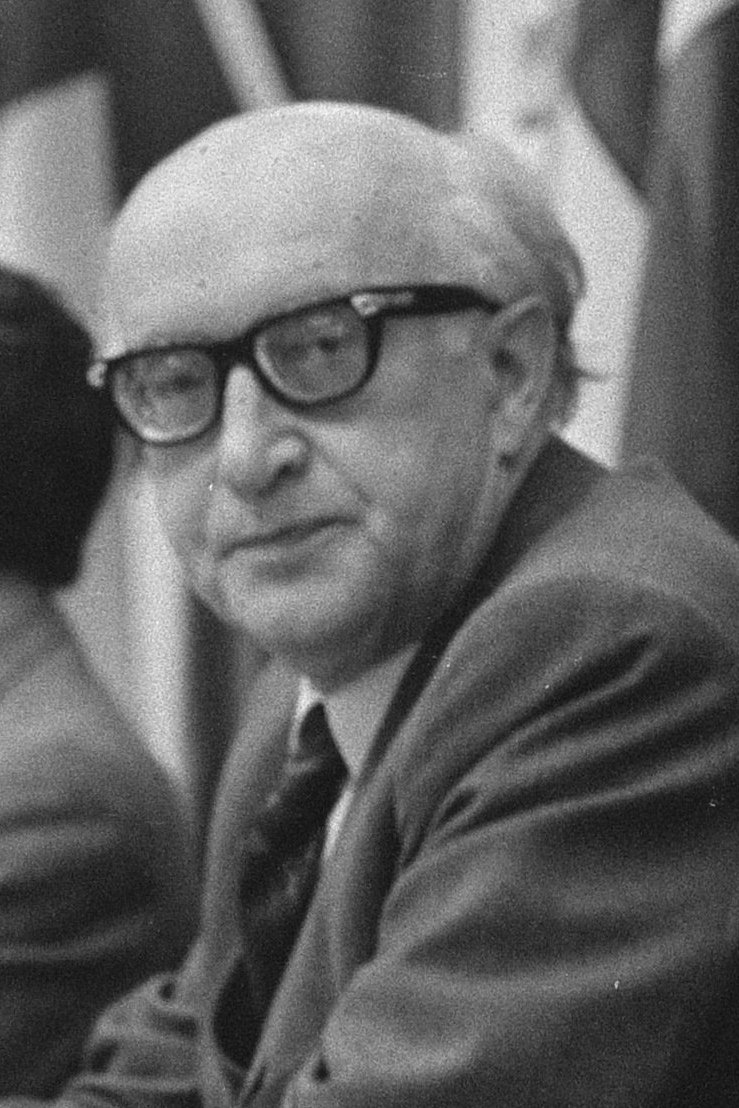
Ernst Achenbach (1972)

Ernst Achenbach (* 9. April 1909 in Siegen; † 2. Dezember 1991 in Essen) war ein deutscher Jurist, Diplomat und Politiker der FDP. Als Leiter der Politischen Abteilung der deutschen Botschaft in Paris war er an der Judenverfolgung im besetzten Frankreich beteiligt. Nach dem Krieg verteidigte er als Rechtsanwalt u. a. ehemalige NS-Funktionäre, denen Kriegsverbrechen vorgeworfen wurden, und forderte eine Generalamnestie. Achenbach war von 1950 bis 1958 Mitglied des nordrhein-westfälischen Landtages, von 1957 bis 1976 Mitglied des Deutschen Bundestages sowie von 1964 bis 1977 Mitglied des Europäischen Parlaments.

## Familie und Frühe Jahre
Achenbach wurde als Sohn des Oberstudiendirektors Karl Ernst Achenbach und dessen Frau Maria Jung geboren. Am 16. März 1937 heiratete er die Amerikanerin Margaret Goodell. Mit ihr hatte er zwei Söhne und eine Tochter.
Achenbach, Mitglied der evangelischen Kirche, besuchte die Oberrealschule in Gelsenkirchen, auf der er 1927 das Abitur ablegte. Anschließend studierte er in Paris, Berlin, Hamburg und Bonn Rechtswissenschaften. In Hamburg war er Assistent bei Albrecht Mendelssohn Bartholdy. Nach der ersten Staatsprüfung 1931 und der Promotion 1932 war er seit dem 4. Oktober 1932 im Justizdienst und legte am 9. Mai 1936 die Assessorprüfung ab. 
Achenbach war Mitglied des deutschnationalen Wehrverbands Stahlhelm, Bund der Frontsoldaten bis zu dessen Auflösung 1933/34, sowie ab 1933 Mitglied im Nationalsozialistischen Rechtswahrerbund.

## Auswärtiger Dienst

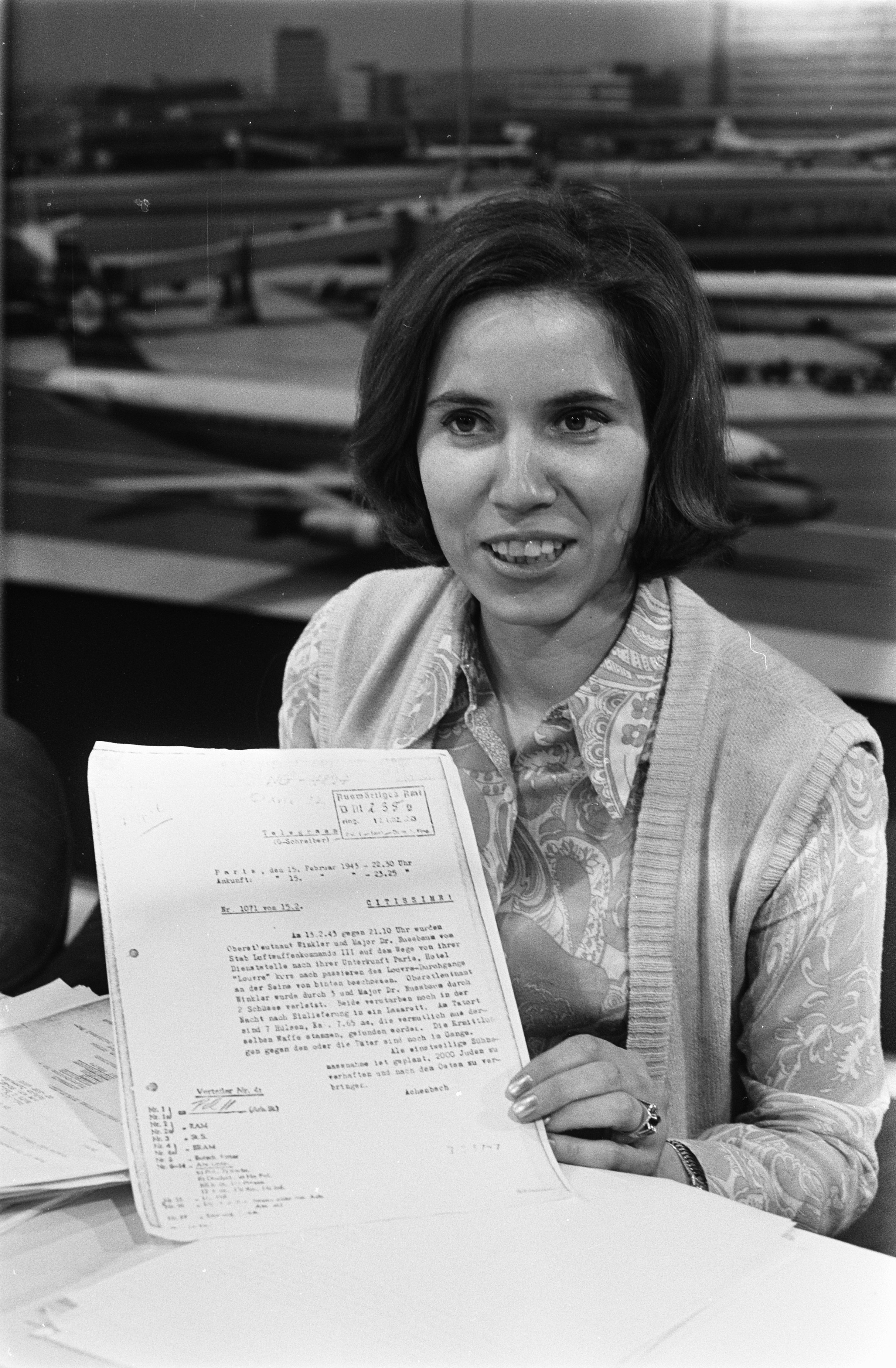
Beate Klarsfeld (1970) mit dem vom Achenbach unterzeichnetem Telegramm vom 15. Februar 1943 ans Berliner Außenministerium

Achenbach trat im März 1936 in den Auswärtigen Dienst ein und war von November 1936 bis zum Beginn des Zweiten Weltkriegs Attaché in der Deutschen Botschaft in Paris. Nach Ablauf der 1933 in Kraft getretenen Eintrittssperre beantragte er am 28. Juli 1937 die Aufnahme in die NSDAP und wurde zum 1. Dezember desselben Jahres aufgenommen (Mitgliedsnummer 4.789.478).
Während der deutschen Besatzungszeit in Frankreich (1940–1944) war er von Juni 1940 bis Ende April 1943 (zunächst als Legationssekretär, dann als Gesandtschaftsrat) als Leiter der Politischen Abteilung der Botschaft ein enger Mitarbeiter des deutschen Botschafters Otto Abetz. Unter anderem war er befasst „mit Judenangelegenheiten“ und war dabei auch für die Durchführung der Judendeportationen aus Frankreich mitverantwortlich, wobei er nach einer Aktion der Résistance im Februar 1943 als „Vergeltung“ 2000 Juden ins KZ Auschwitz deportieren ließ.
Achenbach spielte eine maßgebliche Rolle bei der Gründung des Rassemblement national populaire, RNP, unter Marcel Déat. Vermittels des RNP wollte er das Vichy-Regime auf eine stärker ideologisch-faschistische ausgerichtete, noch NS-deutschfreundlichere Linie bringen, als das Regime sie ohnehin vertrat.
Nach eigenen Angaben wurde Achenbach wegen seiner amerikanischen Ehefrau am 28. September 1944 als „international gebunden“ in den Ruhestand versetzt und zum Militär einberufen. Anschließend war er Soldat und geriet in sowjetische Kriegsgefangenschaft, aus der er am 16. Oktober 1945 entlassen wurde. Nach dem NS-Ende versuchte er, amerikanischen Ermittlern die deutsche Botschaft in Frankreich als Hort der Verschwörung gegen Hitler darzustellen, und behauptete, von Judendeportationen, Geiselerschießungen u. ä. nichts gewusst zu haben. Sein unfreiwilliges Ausscheiden aus dem diplomatischen Dienst sowie die Auseinandersetzung zwischen Botschafter Abetz und dem Unterstaatssekretär Martin Luther um einen schärferen Kurs gegen Vichy-Frankreich versuchte er 1947 in Vernehmungen durch den US-Ankläger Robert Kempner als Beweis eines Widerstands gegen den Nationalsozialismus geltend zu machen.

## Nachkriegszeit
Seit 1946 arbeitete Achenbach als Rechtsanwalt in Essen. Er war 1947/48 als Verteidiger im I.G.-Farben-Prozess tätig und verteidigte dort Fritz Gajewski. Im Wilhelmstraßen-Prozess verteidigte er bis 17. Januar 1948 Ernst Wilhelm Bohle. Ab 3. Februar 1948 übernahm Elisabeth Gombel die Verteidigung. Auch in Entnazifizierungsverfahren war er als Rechtsvertreter tätig. Gemeinsam mit dem vormaligen SS-Obergruppenführer aus dem Reichssicherheitshauptamt (RSHA) und Generalleutnant in der Militärverwaltung in Frankreich Werner Best gehörte er Anfang der 1950er Jahre zu jenen, die eine Generalamnestie für NS-Täter durchsetzen wollten. Best steuerte nach seiner Entlassung aus dänischer Haft seine Initiativen zum Schutz und zur Freilassung von NS- und Kriegsverbrechern aus der Kanzlei Achenbachs heraus; er galt als „amnestiepolitisches Alter Ego“ Achenbachs. Best und Achenbach nahmen erheblichen Einfluss auf das Zustandekommen des Straffreiheitsgesetzes von 1954. Annelies von Ribbentrop war bei ihrer Entnazifizierung Achenbachs Klientin.

## Karriere in der FDP Nordrhein-Westfalen
Achenbach trat nach dem Krieg in die FDP ein, deren außenpolitischer Sprecher er bis April 1953 war. Innerhalb der FDP Nordrhein-Westfalen galt er als rechte Hand des Landesvorsitzenden Friedrich Middelhauve, war für das Einwerben von Industriespenden zuständig und darin überaus erfolgreich. So sorgte er dafür, dass Hugo Hermann Stinnes der NRW-FDP den Mitarbeiter Heinz Wilke, einen ehemaligen hauptamtlichen Hitlerjugend-Führer, finanzierte, dessen Aufgabe die Auswahl der sogenannten Außengeschäftsführer auf Kreis- und Bezirksebene war. Dies führte dazu, dass fast alle dieser Stellen mit ehemaligen Nationalsozialisten besetzt wurden. Achenbach wählte auch Middelhauves persönlichen Referenten Wolfgang Diewerge aus, einen ehemaligen Ministerialrat aus dem Reichsministerium für Volksaufklärung und Propaganda, der unter anderem Träger des Goldenen NSDAP-Parteiabzeichens und SS-Standartenführer war. Anfang der 1950er Jahre zählten Achenbach und Middelhauve zu den Autoren des deutschnational geprägten „Deutschen Programms“; dieses wurde vom FDP-Bundesparteitag 1952 aber nicht verabschiedet. Von 1953 bis 1959 war Achenbach Vorsitzender des FDP-Bezirksverbandes Ruhr und von 1970 bis 1973 des Bezirksverbandes Ruhr-West. Außerdem war er mehrere Jahre im Landesvorstand der FDP NRW.
1950 wurde Achenbach in den Landtag von Nordrhein-Westfalen gewählt, dem er als Abgeordneter bis zum 12. Juli 1958 angehörte. Seit 1955 war er stellvertretender Vorsitzender der FDP-Fraktion.
In der FDP Nordrhein-Westfalen gab es Pläne, Achenbach nach der Landtagswahl 1950 zum Wirtschaftsminister zu berufen. Middelhauve hielt trotz harscher Kritik aus anderen Landesverbänden an ihm fest. Der Hamburger Landesvorsitzende Willy Max Rademacher forderte unter Verweis auf ein Memorandum des französischen Hohen Kommissars, das die Mitwisserschaft Achenbachs an den Judendeportationen darlegte, den Verzicht auf Achenbachs Berufung zum Minister. Lediglich das Scheitern der Koalitionsverhandlungen verhinderte die Berufung zum Minister. 
1953 war Achenbach die Schlüsselfigur in den Beziehungen zu einer Gruppe ehemaliger NSDAP-Parteigenossen, dem sogenannten Naumann-Kreis, die die FDP in Nordrhein-Westfalen zu unterwandern versuchte. Achenbach ermunterte Werner Naumann geradezu zu diesem Versuch. Nachdem Naumann 1953 und fünf weitere Mitstreiter von den Briten verhaftet und in Werl inhaftiert worden waren, übernahm Achenbach für kurze Zeit Naumanns Verteidigung. Die Untersuchungskommission der FDP-Bundespartei, bestehend aus Fritz Neumayer, Thomas Dehler und Alfred Onnen, empfahl, Achenbach aus der FDP auszuschließen, weil er „nach seiner Grundhaltung niemals zu uns gehört“ habe. Diese Empfehlung wurde von der FDP NRW aber nicht umgesetzt. Achenbach wurde am 26. April 1953 vom FDP-Bundesvorstand von seinem Amt als Vorsitzender des Außenpolitischen Ausschusses der FDP abberufen.

## Bundes- und Europapolitik

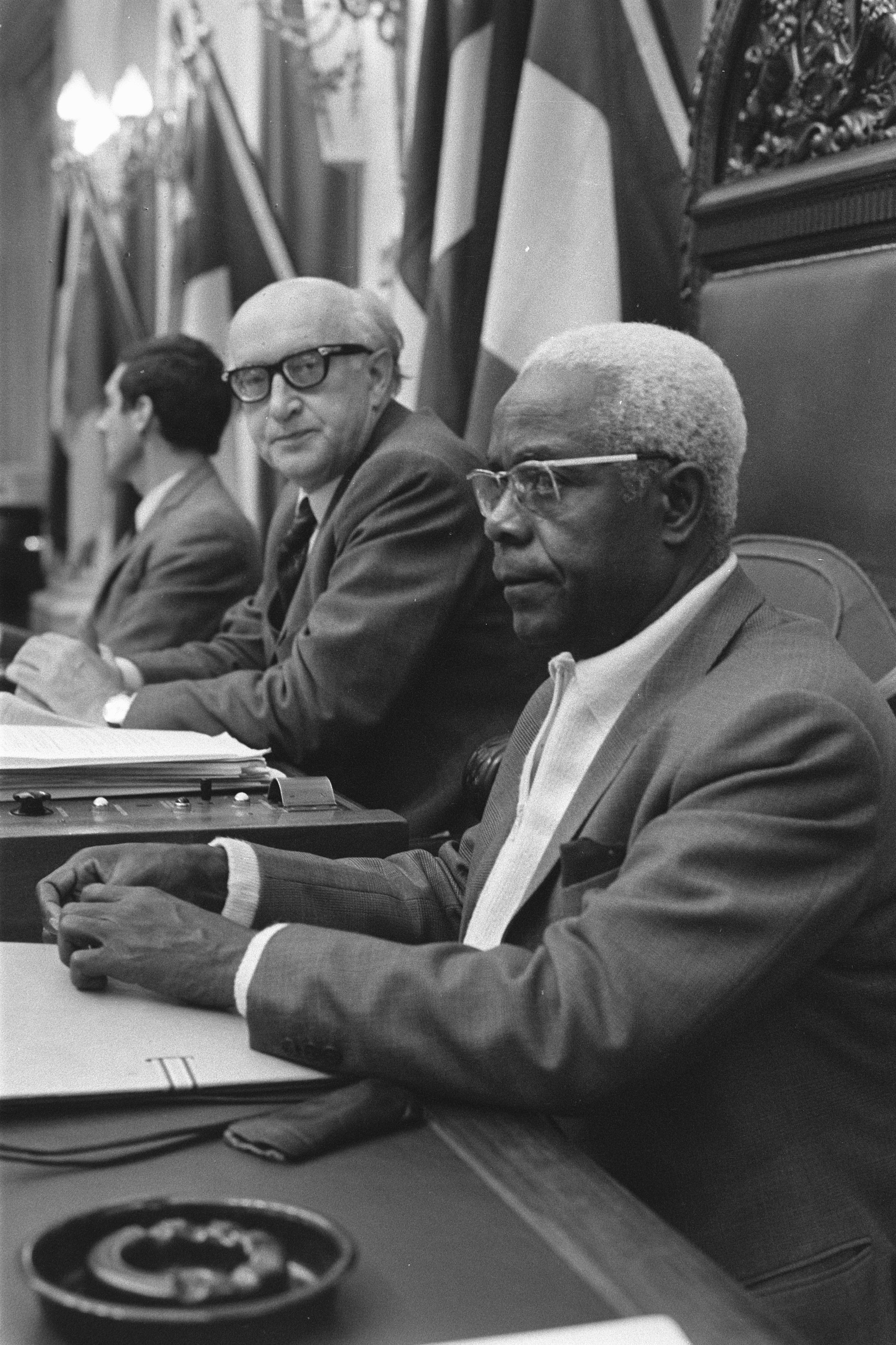
Achenbach (Mitte) mit dem kamerunischen Politiker Ngo’o Mebe bei Vorbesprechungen über die Assoziationen der EWG mit afrikanischen Ländern (1972)

Von 1957 bis 1976 war er Mitglied des Deutschen Bundestages. Vom 7. Dezember 1971 bis 1972 war Achenbach stellvertretender Vorsitzender der FDP-Fraktion. Von 1961 bis 1965 leitete Achenbach den Arbeitskreis Außenpolitik und Verteidigung und von 1969 bis 1976 den Arbeitskreis Außen-, Deutschland- und Sicherheitspolitik der FDP-Fraktion.
Vom 16. Oktober 1964 bis zum 19. Januar 1977 gehörte Achenbach auch dem Europaparlament an, wo er von 1969 bis 1974 Vorsitzender des Ausschusses für die Beziehungen zu den afrikanischen Ländern und Madagaskar und anschließend bis 1976 des Ausschusses für Entwicklung und Zusammenarbeit war. Zeitweise war er auch stellvertretender Vorsitzender der liberalen Fraktion im Europaparlament.
Das SPD-FDP-Kabinett Brandt I plante 1970, Achenbach als Kommissar der Europäischen Wirtschaftsgemeinschaft zu nominieren. Dies war ein Zugeständnis Walter Scheels an den rechten Parteiflügel, der der sozialliberalen Koalition skeptisch gegenüberstand. Beate und Serge Klarsfeld deckten in dieser Zeit Achenbachs Verstrickung in den Holocaust auf. Der damalige Bundeskanzler Willy Brandt stellte ihm hingegen einen „Persilschein“ aus und erklärte, er kenne Achenbach seit langem, ihm sei durch die Vorwürfe „ein Unrecht“ geschehen. Gestützt wurde Achenbach auch von seinem „Protektor Walter Scheel“. Aufgrund des öffentlichen Widerstands sowohl in der bundesdeutschen Öffentlichkeit als auch in anderen EWG-Staaten scheiterte Achenbachs Nominierung. Stattdessen wurde Ralf Dahrendorf deutscher EWG-Kommissar.
Achenbach gelang es trotz seiner Vergangenheit, bis in die 1970er Jahre hinein seine Karriere als Anwalt und FDP-Politiker fortzuführen. Im Juni 1971 protestierte Beate Klarsfeld zusammen mit sieben jungen Franzosen in seiner Kanzlei. Im Zuge des Prozesses gegen Klarsfeld wegen der versuchten Entführung Kurt Lischkas, um ihn in Frankreich vor Gericht zu bringen, wurde die Rolle Aschenbachs erneut öffentlich diskutiert.
Achenbach war als Berichterstatter des Auswärtigen Ausschusses im Bundestag (bis 1976) zuständig für das deutsch-französische Zusatzabkommen zum Überleitungsvertrag (unterzeichnet 1971), dessen Ratifizierung er bis 1974 erfolgreich verhinderte. Dieser Vertrag sollte es möglich machen, jenen deutschen NS-Verbrechern den Prozess zu machen, die bereits in Frankreich in Abwesenheit verurteilt worden waren. Es kam zu einem regelrechten Skandal, und Bundeskanzler Helmut Schmidt sagte der französischen Regierung schließlich eine umgehende Ratifizierung des Vertrags zu; das Abkommen zwischen der Bundesrepublik Deutschland und der französischen Regierung über die Verfolgung bestimmter Verbrechen wurde sodann am 30. Januar 1975 ratifiziert und trat am 15. April 1975 in Kraft. Wegen Achenbachs Blockaden konnten 1979 in Köln nur noch drei zentrale Akteure der Judenverfolgung in Frankreich, nämlich Kurt Lischka, Ernst Heinrichsohn und Herbert M. Hagen, vor Gericht gestellt werden.

## Ehrungen
- Kriegsverdienstkreuze Erster und Zweiter Klasse[20]
- Bundesverdienstkreuz 1. Klasse (1968)[21]
- Großes Bundesverdienstkreuz (1971)

## Veröffentlichungen
- mit Otto Abetz: Das offene Problem, Greven-Verlag, Köln 1951
- mit Georg Tolges,[22] Hrsg.: Redliche Bemühungen um Frieden und Wiedervereinigung. Aussenpolitische Reden und Aufsätze [des Ernst Achenbach]. Leske, Darmstadt 1961.[23]

## Filme, Filmbeiträge
- Gerolf Karwath: Hitlers Eliten nach 1945. Teil 4: Juristen – Freispruch in eigener Sache. Regie: Holger Hillesheim. Südwestrundfunk (SWR, 2002).